# Cyphia ramosa
Cyphia ramosa är en klockväxtart som beskrevs av Franz Elfried Wimmer. Cyphia ramosa ingår i släktet Cyphia, och familjen klockväxter.
Artens utbredningsområde är Free State. Inga underarter finns listade i Catalogue of Life.